# Афанасьев, Радий Александрович
Ра́дий Алекса́ндрович Афана́сьев (14 марта 1924, Ленинград — 27 ноября 1999, Москва) — советский и российский актёр театра и кино, участник Великой Отечественной войны.

## Биография
Радий Александрович родился в Ленинграде. С самого начала войны в Красной Армии. Во время Великой Отечественной был механиком самолёта Пе-2 в 123-м гвардейском Ярцевском бомбардировочном авиационном полку 3-го Белорусского фронта. Позже переехал в Москву. В 1951 окончил Школу-студию МХАТ (курс А.М.Карева). До того как поступить в театр Маяковского в 1958 году, работал в русском театре в Германии в Лейпциге. При постановке некоторых спектаклей выступал в роли помощника режиссёра. В 1971 году стал заведующим труппой театра Маяковского и был им до 1983 года. Принимал активное участие в организаторской работе, связанной с выпуском спектаклей, репетициями и репертуаром. Вёл политинформацию. Работал в театре вплоть до смерти в 1999 году.
Похоронен на Донском кладбище. Урна с прахом в закрытом 18 колумбарии Донского кладбища, подвальное помещение, зал 20.

## Театральные работы
- Побег из ночи — Михаил Косогоров
- Давным-давно — Ржевский
- Дума о британке — Крестьянин
- Мамаша Кураж и её дети — Поручик
- Аристократы — Алёша
- Медея — Эгей
- Океан — Куклин
- Маленькая студентка — Порошин
- Гамлет — Горацио
- 1968 — Звонок в пустую квартиру
- 1969 — Разгром
- 1971 — Иркутская история
- 1972 — Человек из Ламанчи — Погонщик
- 1974 — Родственники — Саша Бочкарёв
- 1977 — Да здравствует королева, виват!
- 1975 — Соловьиная ночь — Профессор
- 1975 — Беседы с Сократом
- 1978 — Чайка — Медведенко
- 1981 — Ночь на четвёртом круге — диспетчер
- 1982 — Молва — Поэт
- 1984 — Плоды просвещения — Артельщик из магазина
- 1984 — Закон зимовки — Савоська
- 1986 — Летят перелётные птицы
- 1988 — Круг — слуга Джордж
- 1988 — Закат — Вайнер
- 1992 — Наполеон I — Луи
- 1995 — Кин-IV — Полисмен
- 1998 — Чума на оба ваши дома — Виченцо

## Фильмография
- 1957 — Ботагоз (фильм) — Кулаков Алексей Андреевич, полковник
- 1969 — Здравствуйте, наши папы! (телевизионный спектакль) — Семён Михайлович Войтышин
- 1969 — Христиане (фильм-спектакль) — товарищ прокурора
- 1970 — Море в огне
- 1974 — Бесприданница (фильм-спектакль) — Гаврило
- 1974 — Совесть (телесериал) — Дмитрий, эксперт-криминалист 1, 2, 3, 4 сер.
- 1975 — Гамлет Щигровского уезда — Пётр Петрович Лупихин
- 1976 — Колыбельная для мужчин — Завьялов
- 1976 — Сладкая женщина — член президиума
- 1978 — Время выбрало нас — жандарм
- 1977 — Гарантирую жизнь — авиадиспетчер
- 1977 — Блокада. Операция «Искра» Фильм 4 — Георг Линдеман
- 1978 — Вас ожидает гражданка Никанорова — эпизод
- 1978 — Лекарство против страха — Гапонов, алкаш
- 1978 — Сибириада. Фильм 3. Алексей — сын Николая. Годы шестидесятые — эпизод
- 1978 — След на земле — Гребенюк
- 1979 — День свадьбы придётся уточнить — эпизод
- 1979 — Мнимый больной — актёр
- 1980 — Бенефис Татьяны Дорониной (фильм-спектакль)
- 1980 — Однажды двадцать лет спустя — одноклассник
- 1981 — Право на выстрел — эпизод
- 1981 — Родственники (фильм-спектакль) — Саша Бочкарев, племянник Бурова, букинист
- 1982 — Где-то плачет иволга… — эпизод
- 1982 — Гонки по вертикали — чиновник
- 1983 — Одиноким предоставляется общежитие — Антон Сергеевич, член комиссии
- 1983 — Трое на шоссе — шлагбаумщик
- 1984 — Закон зимовки (фильм-спектакль) — Савоська
- 1984 — Предел возможного — сотрудник московского института (1-я серия)
- 1985 — Встреча перед разлукой — эпизод
- 1985 — Следствие ведут ЗнаТоКи. Полуденный вор. Дело N18 — доцент
- 1985 — Сеанс гипнотизёра (фильм-спектакль) — Филипп Петрович, антрепренёр
- 1985 — Сцены из трагедии М.Лермонтова «Маскарад» (фильм-спектакль) — игрок
- 1985 — Такой странный вечер в узком семейном кругу (фильм-спектакль) — лесничий
- 1986 — Гёте. Сцены из трагедии «Фауст» (фильм-спектакль)
- 1986 — Встречная полоса (фильм-спектакль) — майор милиции
- 1987 — Мегрэ у министра (фильм-спектакль) — эпизод
- 1988 — Следствие ведут ЗнаТоКи. Без ножа и кастета. Дело N21 — эпизод
- 1988 — И свет во тьме светит (фильм-спектакль) — полковник
- 1988 — Объективные обстоятельства — Василий Егорович Антипов
- 1992 — Давайте без фокусов! — одессит